# Polyodontidae

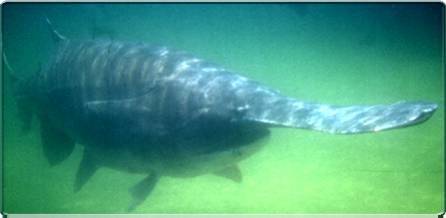
Pez espátula del Misisipi.

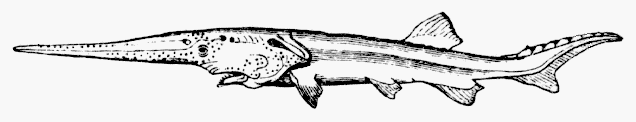
Pez espátula del Yangtsé.

Los poliodóntidos (Polyodontidae) son una familia de peces actinopterigios del orden Acipenseriformes conocidos vulgarmente como peces espátula. Son peces de río distribuidos por China y Norteamérica. El registro fósil muestra que son un grupo muy primitivo que aparecieron hace más de 300 millones de años.
La boca es parecida a una espátula (de ahí su nombre) y tiene dos pequeñas barbas, con diminutos dientes. La piel es desnuda, sin escamas, excepto por unas pocas escamas sobre el pedúnculo de la aleta caudal heterocerca; hendiduras de las agallas largas y muy numerosas.
Estos peces son óseos y por lo tanto no están emparentados con los condrictios o tiburones, pero tienen algunas partes de su cuerpo muy parecidas a las de éstos, como un esqueleto fundamentalmente compuesto de cartílago y la forma de la aleta caudal.

## Géneros y especies
Existen sólo dos especies actuales, de las cuales una se considera extinta:
- Género Polyodon (Lacepède, 1797)
  - Polyodon spathula (Walbaum, 1792) - pez espátula americano o del Mississipi.
- Género Psephurus (Günther, 1873)
  - Psephurus gladius (Martens, 1862) - pez espátula chino o del Yangtsé. (Extinto)

Especies fósiles:
- † Polyodon tuberculata Grande y Bemis, 1991
- † Hesperopsephurus kyatensis Nessov, 1997
- † Pholidurus disjectus Woodward, 1889
- † Paleopsephurus wilsoni MacAlpin, 1947
- † Crossopholis magnicaudatus Cope, 1883
- † Protopsephurus liui Lu, 1994
- † Psephuroides kazakhorum Nessov, 1997